# John Quiñones

John Quiñones 2024

John Quiñones (* 23. Mai 1952) ist ein US-amerikanischer Moderator und Producer des Senders ABC.

## Leben
Quiñones wurde vor allem durch seine langjährige Tätigkeit als Moderator der Primetime-News sowie auch international als Producer und Moderator der Sendung „What would you do?“ bekannt, die auch in Europa (teilweise mit Untertiteln) übernommen und ausgestrahlt wurde. Er hat zahlreiche nationale und internationale Preise erhalten und wurde mehrfach für seinen erstklassigen Journalismus ausgezeichnet. Aufgewachsen ist er in San Antonio, Texas. Heute lebt und arbeitet er überwiegend in New York City.